# Demolition Man
Demolition man je americký akční sci-fi film, který v roce 1993 natočil režisér Marco Brambilla.

## Děj

### Úvodní část filmu
Příběh začíná v roce 1996. Šílený zločinec Simon Phoenix (Wesley Snipes) vyhlásil policii válku poté, co se zabarikádoval v jednom z domů v Los Angeles, kde zadržuje rukojmí, se za ním vydává policista John Spartan (Sylvester Stallone), kterému neříkají jinak než Demolition Man. Avšak při zatýkání budova vyletí do povětří. Jediní, kdo přežili výbuch, byli Phoenix a Spartan. Následně jsou v troskách nalezena těla všech rukojmí. Phoenix byl odsouzen k zmražení, Spartan byl odsouzený k 70 letům zmražení za neúmyslné zabití 30 civilistů.

### Hlavní část příběhu
San Angeles (sloučení San Francisca a Los Angeles) v roce 2032, společnost je změkčilá. Ve městě se již 16 let nestala žádná vražda, pouze lidé žijící v podzemí města nesouhlasící se současným životem narušují klid a harmonii ve městě. Dr. Raymond Cocteau (Nigel Hawthorne), který vede město, se rozhodne zbavit těchto nepohodlných lidí tím, že nechá zabít jejich vůdce Edgara Friendlyho (Denis Leary). K tomu mu poslouží Phoenix, kterého nechá rozmrazit. Poté, co začne Phoenix po městě vraždit, policie (která není schopná čelit takové agresivitě) se rozhodne rozmrazit Spartana, který jako jediný dokáže Phoenixe zastavit. Ke Spartanovi je jako doprovod přidělena policistka Huxleyová (Sandra Bullock). Spartan brzy zjistí faleš Cocteaua, seznámí se s podzemním hnutím a svede řadu soubojů s Phoenixem. Nakonec jsou zabiti jak Cocteau, tak Phoenix a společnost se dostává do liberálnějšího stavu.

## Obsazení
| Sylvester Stallone | John Spartan        |
| Wesley Snipes      | Simon Phoenix       |
| Sandra Bullock     | Lenina Huxleyová    |
| Nigel Hawthorne    | dr. Raymond Cocteau |
| Benjamin Bratt     | Garcia              |
| Glenn Shadix       | Bob                 |
| Denis Leary        | Edgar Friendly      |
| Grand L. Bush      | Zachary Lamb        |

## Několik poznámek
Autoři do scénáře zařadili řadu vtipů (problém tří mušliček) i společenské kritiky a tím se film stal nadprůměrným. V hereckých výkonech byl oceněn více než stabilní výkon osvědčené filmové hvězdy Sylvestra Stalloneho zahrání záporné role Wesley Snipesem.